# Estados financieros
Los estados financieros, también denominados estados contables, informes financieros o cuentas anuales, son informes técnicos que muestran la situación económica, patrimonial y financiera de una empresa u organización en un período específico. Estos informes están destinados a una amplia gama de usuarios, incluyendo entidades bancarias y financieras, organismos de recaudación de impuestos y regulatorios, clientes, proveedores, agencias calificadoras, entidades judiciales, accionistas y directivos. 
Esta información resulta útil para la administración de empresas, reguladores y otros tipos de interesados como los accionistas, acreedores o propietarios. 
La mayoría de estos informes constituyen el producto final de la contabilidad y son elaborados de acuerdo a principios de contabilidad generalmente aceptados, normas contables o normas de información financiera. La contabilidad es llevada adelante por contadores públicos que, en la mayoría de los países del mundo, deben registrarse en organismos de control públicos o privados para poder ejercer la profesión.
Los estados financieros interesan tanto desde un punto de vista interno o administrativo de la empresa, como desde un punto de vista externo o del público en general. 
El estado de situación financiera, el estado de ingresos y gastos, el estado de utilidades retenidas y el estado de cambios en la situación financiera con base en efectivo, el estado de posición de recursos netos generados y su financiamiento, que son los estados principales o de uso general, interesan a un mayor número de personas en virtud de que cubren los aspectos fundamentales de la operación de las empresas.
La información presentada en el estado de situación patrimonial, aunque elaborada siguiendo las normas contables, a menudo se desvía de la "realidad" financiera de una empresa. Esta discrepancia surge de la naturaleza misma de los criterios contables, que requieren estimaciones y valoraciones que pueden no coincidir con los valores de mercado. Ejemplos de esto incluyen la diferencia entre el valor de adquisición y el valor de mercado en inversiones financieras, o el uso de métodos de inventario como LIFO o FIFO. Además, las transacciones con partes relacionadas, como accionistas o subsidiarias, pueden introducir distorsiones.
Otro factor que contribuye a la discrepancia es el impacto de la inflación y las devaluaciones, que pueden distorsionar los valores históricos registrados en los estados financieros. Finalmente, la información presentada es inherentemente incompleta, ya que no incluye activos intangibles cruciales como el posicionamiento de la marca, la red comercial o la calidad del equipo directivo. Estos elementos, aunque fundamentales para el valor real de la empresa, son difíciles de cuantificar y, por lo tanto, suelen quedar fuera del alcance de los estados contables tradicionales.

## Componentes
Los Estados financieros obligatorios dependen de cada país, siendo los componentes más habituales los siguientes:
- Estado de situación patrimonial (también denominado Estado de Situación Financiera, Balance General o Balance de Situación)
- Estado de resultados (también denominado Estado de Pérdidas y Ganancias o cuenta de pérdidas y ganancias)
- Estado de evolución de patrimonio neto (también denominado Estado de Cambios en el Patrimonio Neto)
- Estado de flujo de efectivo
- Memoria (también denominado Notas de los Estados Financieros)
- Informe de información no financiera (de obligado cumplimiento en 2018).

Los Estados Financieros resultan útiles para los usuarios ya que contienen datos que complementados con otras informaciones como por ejemplo; las condiciones del mercado en que se opera, permiten diagnosticar las políticas a seguir considerando nuevas tendencias (limitaciones de los estados financieros). Así mismo, se dice que para la presentación de los estados financieros se deberá considerar información real para ser más exactos con los resultados.

## Características de los Estados Financieros
La información financiera debe reunir determinadas características cualitativas con el fin de proporcionar el cumplimiento de sus objetivos y, en consecuencia garantizar la eficacia en su utilización por parte de sus diferentes destinatarios (usuarios).
Las características que deben reunir los estados financieros son:
1. Compresibilidad: la información debe ser de fácil comprensión para todos los usuarios, no obstante también se deben agregar notas que permitan el entendimiento de temas complejos, para la toma de decisiones.
2. Relevancia / sistematización: la información será de importancia relativa, cuando al presentarse dicha información y omitirse por error, puede perjudicar e influir en las decisiones tomadas.
3. Confiabilidad: la información debe estar libre de errores materiales, debe ser neutral y prudente, para que pueda ser útil y transmita la confianza necesaria a los usuarios.
4. Comparabilidad: esta información se debe presentar siguiendo las normas y políticas contables, de manera que permita la fácil comparación con periodos anteriores para conocer la tendencia, y también permitirá la comparación con otras empresas.
5. Pertenencia: Debe satisfacer las necesidades de los usuarios.

## Requisitos
- Integridad: Deben incluirse todos los datos necesarios para que sus objetivos sean logrados.
- Imparcialidad: Deben preparase de acuerdo a las normas y principios de la contabilidad generalmente aceptados.
- Veracidad: Los saldos reflejados en el balance o en el de perdidas y ganancias sean verídicas y precisas.
- Normatividad: Explica que las cuentas del balance y demás estados financieros estén ordenados de acuerdo a las normas contables generalmente aceptados.
- Comparabilidad: Deben ser factibles de comparar entre ejercicios de una misma empresa y de diferentes empresas.

## Otras denominaciones
- En Venezuela se conocen comúnmente como Estados Financieros.
- En Colombia se denomina a algunos tipos de Estados Financieros Balances, como lo es el Balance General.
- En Argentina se suelen denominar «balance» al conjunto de estados financieros, aunque el nombre oficial es «estados contables»[1]
- En España se denominan «Cuentas Anuales».[2] Desde 1 de enero del 2018 debe incluirse el informe de información no financiera].[3]

## Aspectos legales
Las empresas están obligadas a presentar anualmente sus cuentas en el Registro Mercantil (una diligencia conocida como «presentación de cuentas» o «depósito de cuentas»), junto a la obligación de legalizar sus registros contables. La finalidad de estos trámites es la de registrar y precintar la información de la empresa para que no se puedan hacer cambios posteriores en su contabilidad, convertida en oficial por un registrador. La consignación de estos datos en un registro públicamente accesible ayuda a proyectar una imagen fiel del patrimonio y situación de la empresa ante cualquier agente público o privado que quiera mantener negocios con ella, así como a la supervisión de su correcto cumplimiento de las obligaciones tributarias.

## Discrepancias o fiabilidad para inversores
Algunos autores afirman que los reportes financieros actuales no logran ofrecer a los inversores una comprensión completa y precisa de la verdadera situación financiera de una empresa.
Entre los problemas identificados se encuentran la falta de uniformidad en los principios de valuación y exposición, lo que dificulta la comparación entre empresas, y el uso de diferentes principios para el reconocimiento de ingresos, que puede distorsionar la cantidad de ingresos reportados. Además, algunas empresas recurren a cifras no oficiales para reportar resultados, las cuales pueden carecer de auditoría y precisión. Finalmente, la presión por cumplir con objetivos de corto plazo puede llevar a las empresas a manipular sus reportes financieros, presentando una imagen más favorable de su desempeño real.